# Riccardo Riccò
Riccardo Riccò (ur. 1 września 1983 w Formigine) – włoski kolarz występujący w barwach ekipy Vacansoleil.
W 2007 roku rozsławił się wygrywając dwukrotnie etapy na wyścigu Tirreno-Adriatico. W klasyfikacji generalnej zajął jednak dość odległe, 12. miejsce. Wygrał jednak klasyfikację punktową tego wyścigu. W 2007 roku wygrał etap na Giro d'Italia, a w całym wyścigu zajął 6. miejsce. W 2008 roku odniósł dwa etapowe zwycięstwa w Tour de France.
17 lipca 2008 w wyniku kontroli antydopingowej w jego organizmie wykryto erytropoetynę (EPO 3. generacji – CERA) a jego zespół wycofał się z Tour de France. Następnego dnia Ricco został usunięty z drużyny.
2 października 2008 Włoski Komitet Olimpijski podjął decyzję o jego dyskwalifikacji na dwa lata – jest to łączna kara za przewinienie dopingowe (18 miesięcy) oraz za pomoc doktorowi Carlo Santuccione (6 miesięcy).
W niedzielę 6 lutego 2011 r. podczas treningu Ricco poczuł się źle i poprosił narzeczoną Vanię Rossi o odwiezienie na pogotowie ratunkowe w miejscowości Pavullo. Tam przyznał się lekarzowi, że przetoczył sobie krew, którą przechowywał od 25 dni w swoim domu w lodówce. Kolarza w ciężkim stanie przewieziono z Pavullo do szpitala w Modenie. Za recydywę dopingową groziła mu dożywotnia dyskwalifikacja. 19 kwietnia 2012 kolarz został zdyskwalifikowany na 12 lat..

## Największe sukcesy
- 2007
  - dwa wygrane etapy na Tirreno-Adriático 2007
  - wygrany etap i 6. miejsce w klasyfikacji generalnej Giro d'Italia 2007
- 2008
  - dwa wygrane etapy na Giro d'Italia 2008, 2. miejsce w klasyfikacji generalnej, zwycięzca klasyfikacji młodzieżowej
  - wygrany 6. i 9. etap Tour de France 2008
- 2010
  - drugi w Settimana Ciclistica Lombarda plus dwa etapy
  - drugi w Giro del Trentino plus etap
  - wygrany wyścig Dookoła Austrii plus dwa etapy
  - zwycięstwo w Coppa Sabatini